# Aplotarsus sladkovi
Aplotarsus sladkovi là một loài bọ cánh cứng trong họ Elateridae. Loài này được Dolin & Katjucha miêu tả khoa học năm 1987.